# Бозекенов, Бертлеу
Бертлеу Бозекенов (1888—1980) — советский животновод, старший табунщик колхоза имени Красина Испульского района Гурьевской области, Казахская ССР. Герой Социалистического Труда (1948).

## Биография
Родился в 1888 году в Доссорском промысле Макатского района Атырауской области Казахстана. В 1931-32 году семья переехала в село Гребенщик (ныне Ынтымак) Индерского района. В том же году вступил в колхоз “Правда” и работал здесь старшим табунщиком.
Нелегкому труду животновода, для которого страда продолжается круглый год, посвятил всю свою жизнь Бертлеу Бузекенов. Почти сорок лет отдал он скотоводству. Почти четверть века выпасал Бертлеу табуны колхоза “Правда” Испульского района, ветераном которого он был. Трудолюбие, настойчивость, умение сделали его одним из лучших коневодов страны. В 1947 году ему удалось получить и вырастить от 59 конематок 59 жеребят.
Указом Президиума Верховного Совета СССР от 23 июля 1948 года «за получение высокой продуктивности животноводства в 1947 году при выполнении колхозом обязательных поставок сельскохозяйственных продуктов и плана развития животноводства» удостоен звания Героя Социалистического Труда с вручением ордена Ленина и золотой медали «Серп и Молот»
Работая старшим табунщиком, он и в последующие годы полностью сохранил приплод от закрепленной за ним конематки и не допускал падежа как взрослых коней, так и молодняка.
В 1955 году он был удостоен большой чести – стал участником Всесоюзной сельскохозяйственной выставки, и был награждён медалью “Участника ВСХВ”.
В связи с преклонным возрастом Бертлеу Бузекенов в 1956 году ушёл на пенсию. И находясь на пенсии, он не забывал любимого дела передавая опыт молодежи, которая внимательно прислушивалась к советам опытного животновода.